# Újpest FC
Újpest FC is een Hongaarse voetbalclub uit de hoofdstad Boedapest.

## Geschiedenis
De club werd in 1885 opgericht als Újpesti Torna Egylet en is daarmee de oudste van het land. De jaren dertig van de 20ste eeuw waren een gouden tijd voor de club, toen vijf titels werden gewonnen. De grootste tijd van de club stamt echter van 1969 tot 1979, toen negen titels werden binnengehaald en in 1969 toen de club kampioen werd haalde de club in datzelfde jaar ook de finale van de Jaarbeursstedenbeker. Deze werd verloren van Newcastle United.
In 1972 haalde Újpest ook de kwartfinale van de Europacup I en verloor daar van Celtic FC, de club schakelde wel Valencia CF uit. Ook het volgende seizoen werd de kwartfinale bereikt, dit keer was Juventus FC te sterk, de club nam wel een ronde eerder revanche op Celtic FC. In 1973/74 haalde de club de halve finales, dit keer was Bayern München te sterk.
Het Hongaarse nationale elftal was ooit een grootmacht dat twee keer de finale van het WK speelde, maar vanaf de jaren tachtig verdween de oude glorie, dit weerspiegelde ook op het clubvoetbal, de Hongaarse clubs in Europa werden vroeger uitgeschakeld en behaalden niet meer zulke goede resultaten.
De laatste landstitel van de club dateert van 1998.
Op 22 december 2006 werd de Belgische trainer Valère Billen ontslagen. Jos Daerden werd zijn opvolger .

## Naamsveranderingen
- 1885 : oprichting Újpesti TE
- 1926 : Újpest FC
- 1944 : Újpesti TE
- 1949 : Budapesti Dózsa
- 1956 : Újpesti Dózsa SC
- 1991 : Újpesti TE
- 2000 : Újpest FC

## Erelijst
- Landskampioen:

Winnaar (20): 1930, 1931, 1933, 1935, 1939, 1945, 1946, 1947, 1960, 1969, 1970, 1971, 1972, 1973, 1974, 1975, 1978, 1979, 1990, 1998
Runner-up (21): 1921, 1923, 1927, 1932, 1934, 1936, 1938, 1941, 1942, 1961, 1962, 1967, 1968, 1977, 1980, 1987, 1995, 1997, 2004, 2006, 2009
- Beker van Hongarije

Winnaar (11): 1969, 1970, 1975, 1982, 1983, 1987, 1992, 2002, 2014, 2018, 2021
Finalist (7): 1922, 1923, 1925, 1927, 1933, 1998, 2016
- Hongaarse supercup

Winnaar (3): 1992, 2002, 2014
- Mitropa Cup:

Winnaar (2): 1929, 1939
Finalist (1): 1967
- Coupe des Nations:

Winnaar (1): 1930
- Jaarbeursstedenbeker:

Finalist (1): 1969
- Trofeu Joan Gamper:

Winnaar (1): 1970

## Eindklasseringen vanaf 1960
| 1 |

| 2 |

| 2 |

| 3 |

| 6 |

| 5 |

| 3 |

| 4 |

| 2 |

| 2 |

| 1 |

| 1 |

| 1 |

| 1 |

| 1 |

| 1 |

| 1 |

| 3 |

| 2 |

| 1 |

| 1 |

| 2 |

| 8 |

| 5 |

| 5 |

| 4 |

| 10 |

| 11 |

| 2 |

| 3 |

| 9 |

| 1 |

| 9 |

| 8 |

| 14 |

| 6 |

| 2 |

| 3 |

| 2 |

| 1 |

| 3 |

| 10 |

| 4 |

| 6 |

| 4 |

| 2 |

| 4 |

| 2 |

| 4 |

| 4 |

| 2 |

| 4 |

| 6 |

| 13 |

| 9 |

| 13 |

| 6 |

| 6 |

| 7 |

| 3 |

| 5 |

| 6 |

| 6 |

| 5 |

| 8 |

| 10 |

| 7 |

| NB I | NB II |

## Újpest FC in Europa
Újpest FC speelt sinds 1927 in diverse Europese competities. Hieronder staan de competities en in welke seizoenen de club deelnam. De edities die Ujpest heeft gewonnen zijn dik gedrukt:
Champions League (1x)
1998/99
Europacup I (10x)
1960/61, 1970/71, 1971/72, 1972/73, 1973/74, 1974/75, 1975/76, 1978/79, 1979/80, 1990/91
Europa League (2x)
2009/10, 2018/19
Conference League (1x)
2021/22
Europacup II (6x)
1961/62, 1962/63, 1982/83, 1983/84, 1987/88, 1992/93
UEFA Cup (11x)
1976/77, 1977/78, 1980/81, 1988/89, 1995/96, 1997/98, 1998/99, 1999/00, 2002/03, 2004/05, 2006/07
Jaarbeursstedenbeker (5x)
1958/60, 1963/64, 1965/66, 1968/69, 1969/70
Mitropacup (15x)
1927, 1929, 1930, 1932, 1933, 1934, 1935, 1936, 1937, 1938, 1939, 1940, 1960, 1967, 1968

## Spelers

### Belgen
- Nikolas Proesmans
- Naïm Aarab
- Kylian Hazard
- () Pierre-Yves Ngawa
- () Bavon Tshibuabua

### Hongaren
- Ferenc Bene
- Ferenc Horvath
- Tamás Pető
- Krisztián Simon
- Ferenc Szusza

### Overig
- Peter Lérant
- Paulus Roiha
- Kim Ojo